# John Cooper Clarke
John Cooper Clarke (Salford, 25 gennaio 1949) è un poeta inglese.
Divenuto famoso durante l'era del punk rock verso la fine degli anni settanta è tendenzialmente riconosciuto come performance poet e poetapunk. Tra gli anni settanta e ottanta ha pubblicato parecchi album, continuando regolarmente a leggere in pubblico le sue poesie.
Le sue performance sono perlopiù basate su un background musicale che arriva da The Invisible Girls fino a Martin Hannett, Pete Shelley, Bill Nelson, Paul Burgess e Stephen Hopkins.

## Carriera
Nato nel Lancashire, ha vissuto nel quartiere di Higher Broughton nella città di Saldford. Si è interessato alla poesia dopo essere stato stimolato da un insegnante che lo aveva descritto come "un ragazzo davvero fuori dagli schemi, un tipo alla Ernest Hemingway, impetuoso, un tipo da lettere". Il suo primo lavoro fu come tecnico di laboratorio al Salford Tech. Iniziò la sua carriera da performer nei folk club di Manchester, dove lavorò con Rick Goldstraw e la sua band, i The Ferrets. La sua prima pubblicazione come musicista fu con l'etichetta indipendente Rabid nell'ottobre 1977, con l'EP Innocents . Si recò in tournée con la band di Bill Nelson, Be-Bop Deluxe, e, nel 1978, pubblicò il brano Disguise in Love con la Epic Records, che aveva pubblicato anche l'album di debutto come produttore di Nelson.
Nel 1979 entrò per la prima e unica volta nella Top 40 del Regno Unito, con il brano Gimmix! (Play Loud). Si recò poi in tournée con Linton Kwesi Johnson, insieme a band come i Sex Pistols, The Fall, Joy Division, Buzzcocks, Siouxsie and the Banshees, Elvis Costello, Rockpile. Partecipò nel maggio 1984 al Music for Miners, un concerto di beneficenza del Royal Festival Hall di Londra organizzato dai New Order. Il suo show era caratterizzato da una rappresentazione brillante e velocissima delle sue poesie, di solito recitate a cappella. Spesso chiamato, il bardo di Salford, di solito si presenta come Johnny Clarke, il nome dietro l'hairstyle.
Nel 1979 divenne membro del collettivo di attori, Equity, ma poiché c'era già un membro chiamato John Cooper Clarke, entrò con il nome di Lenny Siberia. Il suo album del 1980, Snap, Crackle & Bop gli diede la più alta posizione in classifica, la 26ª .
Clarke è apparso nel 1982 nel documentario compilation sulla musica, Urgh! A Music War, dove recita il suo poema, Health Fanatic. Il film contiene performance live di artisti conosciuti, Pere Ubu, The Police, The Go-Gos, XTC, Devo, così come di gruppi meno conosciuti, Invisible Sex, gli Alley Cats, Athletico Spizz '80, Chelsea, un montaggio da concerti, registrati in tutto il mondo. Fu questa la prima volta che le opere di John Cooper Clarke trovarono un pubblico più vasto. Nel 1982 partecipò anche ad un altro film, John Cooper Clarke – Ten Years in an Open Necked Shirt, diretto da Nick May e prodotto dall'Arts Council of Great Britain e Channel 4. A metà tra un film, una serie di video musicali e un documentario, l'opera contiene interviste e performance di Clarke e Linton Kwesi Johnson tra gli altri.
Clarke ha pubblicato un nuovo album nel 1982, Zip Style Method, il quale ebbe poco successo. Iniziò a recitare live meno frequentemente, passando la maggior parte degli anni '80 dedito all'eroina, vivendo in relazione domestica con la cantante e collega Nico. Ha descritto questo periodo della sua vita: "È stata un'esistenza bestiale. Mi drogavo. Tiravo a campare". Nel 1988 fece un'apparizione in due pubblicità per la Sugar Puffs, come co-protagonista insieme all'Honey Monster. Tornò a recitare dal vivo negli anni novanta. Più recentemente ha cambiato il suo modo di fare spettacolo dal vivo passando dall'enfasi della performance poetry ad uno più orientata sulla stand-up, ma la poesia è ancora una parte fondamentale delle sue performance. Ha aperto di concerti di Joe Strummer and the Mescaleros.
Ha seguito il gruppo musicale inglese dei, The Fall in parecchi concerti. Ha anche recitato una poesia dal titolo Last Resort, recitando con Reverend Jon McClure ad un concerto del gruppo musicale inglese dei, Reverend and The Makers allo Spread Eagle di Londra, poi pubblicata sul lato b di un singolo della band, Heavyweight Champion of the World. Clarke ha anche registrato un brano con la band chiamato "Dead Man’s Shoes". Poiché aveva registrato il brano, Evidently Chickentown nel suo album, Snap, Clackle & Bop, Cooper ha anche partecipato alla scena finale dell'episodio, "Vuoto di Potere" de I Soprano. Una performance live della stessa poesia è apparsa nel film, Control, nel quale Clarke interpreta sé stesso nella riproduzione di un concerto del 1977 in cui fece da supporto al gruppo musicale inglese dei, Joy Division, anche se aveva trent'anni durante gli eventi narrati. Evidently Chickentown, recitata da Christopher Eccleston, è contenuta anche nel film per la televisione, Strumpet.

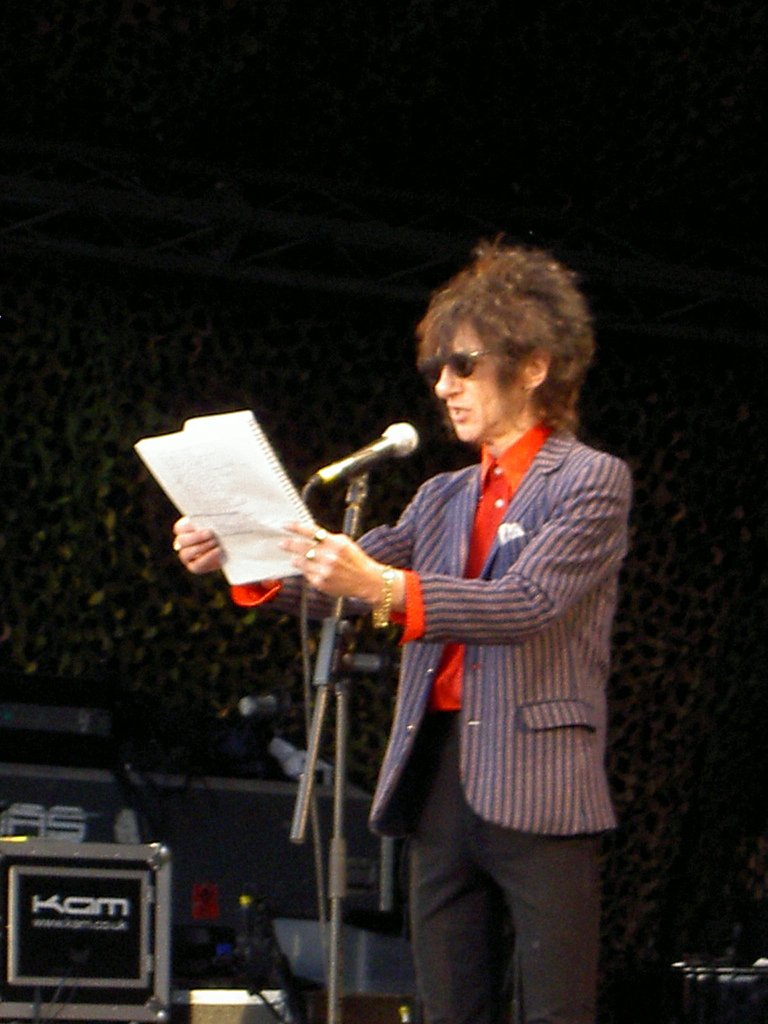
Al Rhythm Festival di Bedford, 2006

La poesia di Clarke, Out of Control Fairground, venne registrata nel Cd del singolo del gruppo musicale inglese degli Arctic Monkeys, "Fluorescent Adolescent", pubblicato il 9 luglio 2007, il cui scopo è ispirazione al video del singolo nel quale i clown si azzuffano. Alex Turner degli Arctic Monkeys ha affermato di essere molto affezionato ai lavori di Clarke e di prendere ispirazione per i testi dalle sue poesie.
Nel maggio 2012, Clarke fu protagonista di un documentario della BBC Four, Evidently…John Cooper Clarke, registrato come parte della stagione Punk Britannia della BBC.
Il DVD di South of the Border è una registrazione completa di uno spettacolo recente filmato nel 2010 come live dalla South Bank di Londra nella Sala della Regina Elisabetta II. Gli extra del DVD contengono un performance di "36 Hours" con Frank Sidebottom alla chitarra. Il DVD venne pubblicato dalla Click Films nell'aprile del 2013.
Clarke è apparso nel suolo di sé stesso nel film nel 2012, III Manors, diretto da Ben Drew, più conosciuto come Plan B. Nel film recita una poesia dal titolo, "Pity the Plight of Young Fellows", in italiano, "Peccato per le condizioni dei giovani compagni", che ha descritto "la visione dei giovani da parte di un vecchio cretino scontroso". Ha anche partecipato nell'album musicale del film, chiamato anch'esso, III Manors, in un pezzo chiamato, Pity the Plight, dove recita alcune strofe della sua poesia con un accompagnamento al piano.
Nel maggio 2013 Clarke è apparso come ospite nel programma, Have I Got News For You della BBC.
I versi di Clarke sono apparsi sull'album degli Arctic Monkeys AM, pubblicato il 9 settembre 2013, nella traccia I Wanna Be Yours.
Nel 2013 Clarke ha recitato una poesia su come mangiare patatine renda felici le persone per lo spot televisivo delle patatine fritte McCain. Include la citazione happy days.

## Vita privata
Clarke vive da quasi vent'anni a Colchester, Essex, con la sua seconda moglie francese, Elvie d. Hanno una figlia, Stella.

## Discografia

### Album
- Disguise in Love (1978), Epic
- Où est la maison de fromage? (1978), Rabid[24]
- Walking Back to Happiness (1979), Epic
- Snap, Crackle & Bop (1980), Epic - UK No. 26[6]
- Zip Style Method (1982), Epic - UK No. 97[6]
- This Time It's Personal con Hugh Cornwell (2016), Sony - UK No. 34

Compilation
- Me and My Big Mouth (1981), Epic
- Word of Mouth: The Very Best of John Cooper Clarke (2002), Sony

### Singoli, EP
- Innocents EP (1977), Rabid
- Post-War Glamour Girl (1978), Epic
- Gimmix! (Play Loud) (1979), Epic - UK No. 39[6]
- Splat/Twat (1979), Epic
- The It Man (1980), Epic
- The Day My Pad Went Mad (1982), Epic
- Night People (1982), Epic
- Pity the Plight' (2012 Ill manors album - Plan B)

### DVD, Video
- Ten Years in an Open-Necked Shirt (1981) Channel 4/British Arts Council
- Zip Style (2011), Ozit
- Evidently, John Cooper Clarke (2012), Click Films/BBC
- South of the Border - Live (2013), Click Films/Safecracker Pictures

Apparizioni in compilation
- Urgh! A Music War (1981), Warners - "Health Fanatic"
- The Old Grey Whistle Test Volume 3 (2004), 2 Entertain - "I Don't Want to Be Nice"
- Poets, Punks, Beatniks and Counter Culture Heroes (2010), Ozit - includes rare JCC film footage from the 1980s